# Golden Globe 1971
La 28ª edizione della cerimonia di premiazione di Golden Globe si è tenuta il 5 febbraio 1971 al Beverly Hilton Hotel di Beverly Hills, California.
Anne Archer, figlia di Marjorie Lord e John Archer, è stata la Golden Globe Ambassador dell'edizione.

## Premi per il cinema
Vengono di seguito indicati in grassetto i vincitori. Ove ricorrente e disponibile, viene indicato il titolo in lingua italiana e quello in lingua originale tra parentesi.

### Miglior film drammatico
- Love Story, regia di Arthur Hiller
- Airport, regia di George Seaton
- Anello di sangue (I Never Sang for My Father), regia di Gilbert Cates
- Cinque pezzi facili (Five Easy Pieces), regia di Bob Rafelson
- Patton, generale d'acciaio (Patton), regia di Franklin J. Schaffner

### Miglior film commedia o musicale
- M*A*S*H, regia di Robert Altman
- Amanti ed altri estranei (Lovers and Other Strangers), regia di Cy Howard
- Diario di una casalinga inquieta (Diary of a Mad Housewife), regia di Frank Perry
- Operazione Crêpes Suzette (Darling Lili), regia di Blake Edwards
- La più bella storia di Dickens (Scrooge), regia di Ronald Neame

### Miglior regista
- Arthur Hiller - Love Story
- Robert Altman - M*A*S*H
- Bob Rafelson - Cinque pezzi facili (Five Easy Pieces)
- Ken Russell - Donne in amore (Women in love)
- Franklin J. Schaffner - Patton, generale d'acciaio (Patton)

### Miglior attore in un film drammatico
- George C. Scott - Patton, generale d'acciaio (Patton)
- Melvyn Douglas - Anello di sangue (I Never Sang for My Father)
- James Earl Jones - Per salire più in basso (The Great White Hope)
- Jack Nicholson - Cinque pezzi facili (Five Easy Pieces)
- Ryan O'Neal - Love Story (Love Story)

### Migliore attrice in un film drammatico
- Ali MacGraw - Love Story
- Faye Dunaway - Mannequin - Frammenti di una donna (Puzzle of a Downfall Child)
- Glenda Jackson - Donne in amore (Women in love)
- Melina Merkouri - Promessa all'alba (Promise at Dawn)
- Sarah Miles - La figlia di Ryan (Ryan's Daughter)

### Miglior attore in un film commedia o musicale
- Albert Finney - La più bella storia di Dickens (Scrooge)
- Richard Benjamin - Diario di una casalinga inquieta (Diary of a Mad Housewife)
- Elliott Gould - M*A*S*H
- Jack Lemmon - Un provinciale a New York (The Out of Towners)
- Donald Sutherland - M*A*S*H

### Migliore attrice in un film commedia o musicale
- Carrie Snodgress - Diario di una casalinga inquieta (Diary of a Mad Housewife)
- Julie Andrews - Operazione Crêpes Suzette (Darling Lili)
- Sandy Dennis - Un provinciale a New York (The Out of Towners)
- Angela Lansbury - Something for Everyone (Something for Everyone)
- Barbra Streisand - Il gufo e la gattina (The Owl and the Pussycat)

### Miglior attore non protagonista
- John Mills - La figlia di Ryan (Ryan's Daughter)
- Chief Dan George - Piccolo Grande Uomo (Little Big Man)
- Trevor Howard - La figlia di Ryan (Ryan's Daughter)
- George Kennedy - Airport
- John Marley - Love Story

### Migliore attrice non protagonista
- Karen Black - Cinque pezzi facili (Five Easy Pieces)
- Maureen Stapleton - Airport (Airport)
- Tina Chen - Il re delle isole (The Hawaiians)
- Lee Grant - Il padrone di casa (The Landlord)
- Sally Kellerman - M*A*S*H (M*A*S*H)

Migliore attore debuttante
- James Earl Jones - Per salire più in basso (The Great White Hope)
- Assi Dayan - Promessa all'alba (Promise at Dawn)
- Frank Langella - Diario di una casalinga inquieta (Diary of a Mad Housewife)
- Joe Namath - Norwood
- Kenneth Nelson - Festa per il compleanno del caro amico Harold (The Boys in the Band)

### Migliore attrice debuttante
- Carrie Snodgress - Diario di una casalinga inquieta (Diary of a Mad Housewife)
- Jane Alexander - Per salire più in basso (The Great White Hope)
- Anna Calder-Marshall - Pussycat, Pussycat, I Love You (Pussycat, Pussycat, I Love You)
- Lola Falana - Il silenzio si paga con la vita (The Liberation of L.B. Jones)
- Marlo Thomas - Jenny (Jenny)
- Angel Tompkins - Amo mia moglie (I Love My Wife)

### Migliore sceneggiatura
- Erich Segal - Love Story (Love Story)
- Leslie Bricusse - La più bella storia di Dickens (Scrooge)
- John Cassavetes - Mariti (Husbands)
- Ring Lardner Jr. - M*A*S*H
- Bob Rafelson e Adrien Joyce - Cinque pezzi facili (Five Easy Pieces)

### Migliore colonna sonora originale
- Francis Lai - Love Story
- Leslie Bricusse, Ian Fraser e Herbert W. Spencer - La più bella storia di Dickens (Scrooge)
- Frank Cordell - Cromwell - Nel suo pugno la forza di un popolo (Cromwell)
- Michel Legrand - Cime tempestose (Wuthering Heights)
- Alfred Newman - Airport

### Migliore canzone originale
- Whistling Away the Dark, musica di Henry Mancini, testo di Johnny Mercer - Operazione Crêpes Suzette (Darling Lili)
- Ballad of Little Fauss and Big Halsey, musica e testo di Johnny Cash - Lo spavaldo (Little Fauss and Big Halsy)
- Pieces of Dreams, musica di Michel Legrand, testo di Alan Bergman e Marilyn Bergman - Noi due (Pieces of Dreams)
- Thank You Very Much, musica e testo di Leslie Bricusse - La più bella storia di Dickens (Scrooge)
- Till Love Touches Your Life, musica di Riz Ortolani, testo di Arthur Hamilton - La valle dei Comanches (Madron)

### Miglior film straniero in lingua inglese
- Donne in amore (Women in love), regia di Ken Russell (Regno Unito)
- Act of the Heart (Act of the Heart), regia di Paul Almond (Canada)
- Aru heishi no kake (Aru heishi no kake), regia di Keith Larsen, Koji Senno e Nobuaki Shirai (Giappone)
- Un uomo in vendita (Bloomfield), regia di Richard Harris e Uri Zohar (Regno Unito/Israele)
- La vergine e lo zingaro (The Virgin and the Gypsy), regia di Christopher Miles (Regno Unito)

### Miglior film straniero in lingua straniera
- L'uomo venuto dalla pioggia (Le passager de la pluie), regia di René Clément (Francia)
- Borsalino (Borsalino), regia di Jacques Deray (Francia/Italia)
- La confessione (L'aveu), regia di Costa-Gavras (Francia)
- Indagine su un cittadino al di sopra di ogni sospetto, regia di Elio Petri (Italia)
- Ore'ach B'Onah Metah (Ore'ach B'Onah Metah), regia di Moshé Mizrahi (Francia/Israele)

## Premi per la televisione
Vengono di seguito indicati in grassetto i vincitori. Ove ricorrente e disponibile, viene indicato il titolo in lingua italiana e quello in lingua originale tra parentesi.

### Miglior serie drammatica
- Medical Center
- The Bold Ones: The Senator
- Marcus Welby (Marcus Welby, M.D.)
- Mod Squad, i ragazzi di Greer (The Mod Squad)
- The Young Lawyers

### Miglior serie commedia o musicale
- The Carol Burnett Show
- Una moglie per papà (The Courtship of Eddie's Father)
- La Famiglia Partridge (The Partridge Family)
- The Glen Campbell Goodtime Hour (
- Tre nipoti e un maggiordomo (Family Affair)

### Miglior attore in una serie drammatica
- Peter Graves - Missione Impossibile
- Mike Connors - Mannix
- Chad Everett - Medical Center
- Burt Reynolds - Dan August
- Robert Young - Marcus Welby (Marcus Welby, M.D.)

### Miglior attore in una serie commedia o musicale
- Flip Wilson - The Flip Wilson Show
- Herschel Bernardi - Arnie
- David Frost - The David Frost Show
- Merv Griffin - The Merv Griffin Show
- Danny Thomas - Make Room for Granddaddy (Make Room for Granddaddy)

### Miglior attrice in una serie drammatica
- Peggy Lipton - Mod Squad, i ragazzi di Greer (The Mod Squad)
- Amanda Blake - Gunsmoke
- Linda Cristal - Ai confini dell'Arizona (The High Chaparral)
- Yvette Mimieux - The Most Deadly Game (The Most Deadly Game)
- Denise Nicholas - Room 222

### Miglior attrice in una serie commedia o musicale
- Mary Tyler Moore - Mary Tyler Moore (The Mary Tyler Moore Show)
- Carol Burnett - The Carol Burnett Show (The Carol Burnett Show)
- Shirley Jones - La Famiglia Partridge (The Partridge Family)
- Juliet Mills - La tata e il professore (Nanny and the Professor)
- Elizabeth Montgomery - Vita da strega (Bewitched)

### Miglior attore non protagonista in una serie
- James Brolin - Marcus Welby (Marcus Welby, M.D.)
- Tige Andrews - Mod Squad, i ragazzi di Greer (The Mod Squad)
- Michael Constantine - Room 222
- Henry Gibson - Rowan & Martin's Laugh-In
- Zalman King - The Young Lawyers

### Miglior attrice non protagonista in una serie
- Gail Fisher - Mannix
- Sue Ane Langdon - Arnie
- Miyoshi Umeki - Una moglie per papà (The Courtship of Eddie's Father)
- Karen Valentine - Room 222
- Lesley Ann Warren - Missione Impossibile

## Premi onorari
- Golden Globe alla carriera: Frank Sinatra
- Henrietta Award - Il migliore attore del mondo
  - Clint Eastwood
  - Sidney Poitier
- Henrietta Award - La miglior attrice del mondo
  - Barbra Streisand
  - Sophia Loren